# LEDA 37639
LEDA 37639는 지구에서 약 5억 7,000만 광년 떨어진 나선 은하로 Arp 194를 이루는 은하이다.